# Institut National de la Statistique
Das Institut National de la Statistique (INS) ist die für öffentliche Statistikaufgaben zuständige Behörde der Demokratischen Republik Kongo. Der Sitz befindet sich in Kinshasa-Gombe. Sie untersteht dem Ministère du Plan (Planungsministerium).
Das Institut National de la Statistique wurde auf Grundlage der Verordnung Nr. 78/397 vom 3. Oktober 1978 als öffentliches Unternehmen, nachdem die staatlichen Statistikaufgaben zuvor und seit der Unabhängigkeit in 1960 von anderen Einrichtungen wahrgenommen worden sind, wie dem Office National de Développement et de Recherche (ONRD) und dem Institut de Recherche Scientifique (IRS). Mit der Gründung in 1978 unterstand diese Einrichtung dem Ministère du Plan (Planungsministerium) und dem Ministère du Portefeuille (etwa: Ministerium für Öffentliche Unternehmen und Wirtschaft). Der kongolesische Premierminister bestimmte mit dem Dekret Nr. 09/45 vom 3. Dezember 2009 die Umwandlung des Instituts in eine öffentliche Verwaltungseinrichtung.

## Koloniale Vorgeschichte
Die Vorläufer des INS geht auf ein Dekret des Prinzregenten vom 11. Juli 1947 zurück, mit dem ein Statistiksystem in der damaligen belgischen Kolonie eingeführt wurde. Ergänzt wurde dieses durch das Dekret vom 11. März 1948. Ab 1958 begannen die so geschaffenen statistischen Provinzbüros ihre Tätigkeiten.

## Struktur und Aktivitäten
Das Conseil scientifique, der wissenschaftliche Rat, ist das fachpolitische Aufsichtsgremium für die Statistikbehörde. Die Behördenleitung befindet sich in den Händen eines Directeur Général (Generaldirektor). Neben der Direction générale, dem obersten Leitungsgremium, gibt es die Directions techniques in zentraler und dezentraler Funktion. Das ist ein für methodisch-verfahrenstechnische Fragen zuständiger Bereich, der im Stadtteil Limete von Kinshasa angesiedelt ist. Er dient der angestrebten Harmonisierung bei den Datenerhebungen im gesamten Land.
Ferner existieren in den Provinzen regionale Dienststellen. Sie besitzen eine ausgeprägte organisatorische Eigenständigkeit, sammeln lokale Daten zu sozialen und wirtschaftlichen Merkmalen und sind dazu mit den regionalen Gebietskörperschaften vernetzt.
Die Behörde führt die Volkszählungen und thematischen Untersuchungen in der Demokratischen Republik Kongo durch.

## Generaldirektoren
- Serge Bokuma Onsiti (Vertreterin: Judith Kisimba Musum)
- Félix Mpaka (Vertreterin: Judith Kisimba) – aktuell 2023

## Periodika
- RDC: Annuaire Statistique („Statistisches Jahrbuch“), unregelmäßiger Erscheinungsverlauf seit 1960, die neunte Ausgabe erschien 2020
- Rapport Global du Recensement General des Entreprises RGE